# Романов, Станислав Игоревич
Станисла́в И́горевич Рома́нов (14 мая 1987, Саратов, СССР) — российский хоккеист, защитник; тренер.

## Карьера
Начал профессиональную карьеру в 2005 году в составе ярославского «Локомотива», выступая до этого за его фарм-клуб. Перед началом сезона 2006/07 подписал контракт с пензенским «Дизелем», в составе которого он выступал на протяжении трёх сезонов, набрав за это время 27 (12+15) очков в 189 проведённых матчах. В 2009 году стал игроком альметьевского «Нефтяника», в составе которого за 2 проведённых сезона он сыграл 132 матча, набрав в них 20 (4+16) очков.
7 сентября 2011 года заключил двухлетнее соглашение с новокузнецким «Металлургом». 19 сентября в матче против «Амура», который завершился победой новокузнецкого клуба со счётом 2:1, дебютировал в КХЛ.
Перешёл в клуб «Лада» в результате обмена на выбор в драфте 2015 года.

## Статистика
| Легенда | Легенда                    | Легенда | Легенда                   | Легенда | Легенда    |
| ------- | -------------------------- | ------- | ------------------------- | ------- | ---------- |
| И       | Количество проведённых игр | Штр     | Штрафное время            | +/−     | Плюс-минус |
| Г       | Голы                       | П       | Голевые передачи          | О       | Очки       |
| -       | Статистика неизвестна      | —       | Статистика не учитывалась |         |            |

### Клубная карьера
- a В «Плей-офф» учитывается статистика игрока в Кубке Надежды.

## Достижения

### Командные
ВХЛ
- 2011 — Нефтяник (Альметьевск) — Серебряный призёр